# Hawaiia
Hawaiia is een geslacht van weekdieren uit de klasse van de Gastropoda (slakken).

## Soort
- Hawaiia minuscula (Binney, 1841)